# Лохъя
Лохъя (устар. Лох-Я) — река в России, протекает по Ханты-Мансийскому АО. Устье реки находится в 177 км по левому берегу реки Юконда. Длина реки составляет 70 км, площадь водосборного бассейна 1520 км².

## Притоки
- В 6 км от устья по левому берегу реки впадает река Ларья.
- В 59 км от устья по левому берегу реки впадает река Лохтъя

## Данные водного реестра
По данным государственного водного реестра России относится к Иртышскому бассейновому округу, водохозяйственный участок реки — Конда, речной подбассейн реки — Конда. Речной бассейн реки — Иртыш.
Код объекта в государственном водном реестре — 14010600112115300017587.